# Constant Stotijn
Constant Stotijn (Den Haag, 30 november 1912 – aldaar, 23 september 1975) was een Nederlands hoboïst, cellist en paukenist
Hij was zoon van musicus Constantijn Stotijn (sr.) en Cornelia Christina Olivier. Broer Louis Stotijn was fagottist. Zelf trouwde hij harpist Toos Heuwekemeijer; het echtpaar kreeg vier kinderen.
De eerste muzieklessen kwamen van zijn vader, maar oom Jaap Stotijn was van groter invloed. Bij hem studeerde hij aan het Haags conservatorium hobo (einddiploma in 1931), maar volgde ook een studie cello en slagwerk. In 1928 nam hij nog studerend zitting als cellist in de Haarlemsche Orkest Vereeniging, waar hij in later jaren ook pauken en althobo bespeelde. In 1932 werd hij hoboïst van de Arnhemsche Orkest Vereniging. In 1938 trok het echtpaar naar diverse omroeporkesten, uiteindelijk werd het het Radio Filharmonisch Orkest. In 1946 trad het echtpaar toe tot het Residentie Orkest, alwaar zijn vrouw in 1949 stopte.
Constant stierf na een ziekbed van acht jaar.
Tilburg vernoemde een straat naar de familie Stotijn.